# 平方 (越谷市)
平方（ひらかた）は、埼玉県越谷市の大字。郵便番号は343-0002。

## 地理
埼玉県の東部地域で、越谷市の北部の沖積平野に位置する。南部以外の三方を春日部市（大枝・大畑・備後東・藤塚・銚子口・赤沼）と隣接しており、北部および東部の市境を大落古利根川（以下、古利根川）が流れる。南部を中心に宅地化が進んでいるが、多くは中央部を中心に耕地整理された水田などの農地で、北部の古利根川流域の平方北通り沿いには古くからの集落が連なる。平方川が北部を流れ、古利根川の流路跡（会ノ川）である沼田落が南部で大字大泊の境界線上を流れる。南部では平方南町や大字船渡とも隣接している。

## 歴史
かつては江戸期より存在した武蔵国埼玉郡新方領に属した平方村であった。地名にはやや高く平坦な土地と云う意味がある。

### 年表
- はじめは幕府領。以降変遷なし[7]。
- 1592年（天正19年）11月に徳川家康が浄土宗林西寺に朱印地25石を寄進する[5][7]。以降寺領としての林西寺領は明治初期の廃藩置県まで続く。なお、朱印状は市の文化財となっている[4]。
- 幕末の時点では埼玉郡に属し、明治初年の「旧高旧領取調帳」の記載によると、幕府領（代官・大竹左馬太郎支配所）および林西寺領。
- 1868年（慶応4年）6月19日 - 幕府領が武蔵知県事・山田政則（忍藩士）の管轄となる。
- 1869年（明治2年） 
  - 1月13日 - 武蔵知県事・宮原忠英の管轄区域に大宮県を設置。県庁は東京府馬喰町に置かれる。
  - 9月29日 - 県庁が浦和に置かれ浦和県に改称。
- 1871年（明治4年）11月13日 - 第1次府県統合により埼玉県の管轄となる。
- 1879年（明治12年）3月17日 - 郡区町村編制法により成立した南埼玉郡に属す。郡役所は岩槻町に設置。
- 1889年（明治22年）4月1日 - 町村制施行により、上間久里村、下間久里村、大里村、大泊村、平方村が合併し南埼玉郡桜井村となり、桜井村の大字平方となる。
- 1954年（昭和29年）11月3日 - 桜井村が南埼玉郡越ヶ谷町、大沢町、新方村、増林村、大袋村、荻島村、出羽村、蒲生村、大相模村と合併し越谷町が成立、越谷町の大字となる。
- 1958年（昭和33年）11月3日 - 市制施行し越谷市の大字となる。
- 1975年（昭和50年）4月1日 - 地内に越谷市立平方小学校が開校する。
- 1978年（昭和53年）4月1日 - 地内に越谷市立平方中学校が創設される。
- 1993年（平成5年）5月22日 - 大字平方の一部から平方南町が成立。

## 世帯数と人口
2022年（令和4年）1月1日現在の世帯数と人口は以下の通りである。
| 町丁     | 世帯数    | 人口    |
| -------- | --------- | ------- |
| 大字平方 | 3,151世帯 | 7,123人 |

## 小・中学校の学区
市立小・中学校に通う場合、学区（校区）は以下の通りとなる。
| 番地 | 小学校             | 中学校             |
| ---- | ------------------ | ------------------ |
| 全域 | 越谷市立平方小学校 | 越谷市立平方中学校 |

## 交通

### 道路
- 国道4号越谷春日部バイパス
- 千葉県道・埼玉県道80号野田岩槻線
- 埼玉県道・東京都道102号平方東京線
- 平方北通り

## 寺社
地内には新義真言宗西光寺ほか4寺も建立されていた。
- 浄土宗林西寺 - 開祖は等海成阿による。もと大善寺[7]。
- 平方浅間神社 - 村社。社殿は古墳ではなく塚の上に建てられている。
- 女帝神社[4] - 明治期に平方浅間神社に合祀されていたが、その後元あった場所に還座されている。
- 鹿島神社
- 平方香取神社
- 香取神社 - 上記「平方香取神社」とは別の神社
- 正一位稻荷大明神

## 施設
- 越谷市立平方小学校
- 越谷市立平方中学校
- まどか幼稚園
- まどか保育園
- 越谷どろんこ保育園
- 桜井保育所
- 越谷平方郵便局
- 埼玉県営越谷平方団地
- 平方公園